# Kristofer Moltisanti
Kristofer Moltisanti (engl. Christopher Moltisanti) je izmišljeni lik u američkoj televizijskoj seriji „Porodica Soprano“ (engl. The Sopranos) koji tumači glumac Majkl Imperioli. Kristofer je kapetan (capo) u mafijaškoj porodici Soprano, čiji je šef glavni lik serije Toni Soprano i rođak njegove žene, Karmele Soprano.

## O liku
Kristofer je sin Dikija Moltisantija koji je bio neka vrsta mentora Toniju Sopranu. Nakon što je Diki ubijen, Toni je mladog Krisotfera „uzeo pod svoje“, a s obzirom da se Kristofer gotovo i ne seća svoga oca (bio je beba kada je ubijen), Toni za je najbliže očinskoj figuri što je ikada imao.
Iako se u seriji često pominje kao Tonijev bratanac, Kristofer je u stvari Karmelin rođak. Toni ga naziva svojim bratancem jer je Kristofer Dikijev sin, koji je Toniju bio veoma blizak (kao brat), ali Toni i Kristofer u stvari nisu u krvnom srodstvu.
Od svih Tonijevih saradnika, Kristofer je najbliži sa njim. Iako je spreman da uradi sve što mu Toni naredi, i iako je on nekom kome Toni beskrajno veruje, Kristoferova impulsivnost i neiskustvo često Toniju stvaraju probleme. Više puta u toku serije, Kristofer razmišlja o napuštanju Tonija i njegove mafijaške organizacije. U jednom periodu se ozbiljno posvećuje svojoj karijeri scenariste ali nakon Tonijevog upozorenja, Kristofer se vraća starom „poslu“.
Pored njegove impulsivnosti, sve češći izvor problema za Tonija je i Kristoferova zavisnost o alkoholu i drogama. Nakon što situacija sa zavisnošću postane veoma ozbiljan, Toni odlazi kod Džuniora da traži savet za rešavanje probema sa Kristoferom. Iako ga je Džunior savetovao da ga ubije, jer je po njegovom mišljenju jedino rešenje, Toni odlučuje da Kristofera pošalje na rehabilitaciju, nakon koje on, uz manje ispade, uspeva da pobedi zavisnost.
Veći deo serije Krostofer je u vezi sa Adrijanom la Servom.